# Istituto tecnico industriale statale Galileo Galilei (Livorno)
L'Istituto tecnico industriale statale Galileo Galilei è un istituto di istruzione secondaria di secondo grado di Livorno.
Oggi l'istituto ospita oltre 1900 alunni che dopo il biennio di formazione comune seguono diverse specializzazioni :
- Chimica, Materiali e Biotecnologie
- Elettronica e Robotica
- Elettrotecnica e Automazione
- Informatica e Telecomunicazioni
- Meccanica, Meccatronica ed Energia

## Storia
Fu istituito nel 1887 come "Scuola di Arti e Mestieri" allo scopo di preparare specialisti per le industrie meccaniche e metallurgiche oltre che al lavoro delle arti decorative. Nel dopoguerra fu ospitato nell'immobile Grabau, nella piazza 2 Giugno.